# Nicola Sturgeon
Nicola Ferguson Sturgeon (Irvine, Escócia, 19 de julho de 1970) é uma política escocesa, tendo servido como primeira-ministra do país de novembro de 2014 a março de 2023, sendo a primeira mulher a assumir esse cargo. Sturgeon também se elegera como representante do distrito sul de Glasgow no Parlamento da Escócia pelo Partido Nacional Escocês.
Formada como advogada pela Universidade de Glasgow, tornou-se vice primeira-ministra da Escócia no governo de Alex Salmond e foi uma das principais figuras pró-independência no referendo pedindo separação do Reino Unido em 2014. Apesar do voto 'não' haver vencido, seu partido, o Partido Nacional Escocês (SNP) ganharam uma enorme força política. Salmond anunciou que renunciaria em novembro e Nicola acabou por ser a candidata única para sucedê-lo. Assumiu o cargo de primeira-ministra em 19 de novembro.
Sturgeon liderou seu parrtido nas eleições gerais de 2015, aonde seu partido ganhou enorme proeminência, conquistando cerca de 30% dos votos do Partido Trabalhista, conquistando cerca de 56 dos 59 assentos escoceses no Parlamento Britânico, substituindo os Liberais Democratas como o terceiro maior partido político na Câmara dos Comuns do Reino Unido. Nas eleições regionais de 2016, o SNP continuou como o maior partido no Parlamento da Escócia, mas ficaram duas cadeiras aquém da maioria absoluta. Sturgeon garantiu um segundo mandato como primeira-ministra, formando um governo minoritário. No seu segundo mandato, ela supervisionou mais poderes tributários, incluindo a introdução do Banco Nacional de Investimento e Segurança Social da Escócia. Sturgeon liderou a resposta do governo escocês a pandemia de COVID-19 na Escócia, implementando uma série de restrições a reuniões sociais e lançando o programa de vacinas. O SNP ganhou um assento nas eleições escocesas de 2021, conquistando 64 assentos, mas novamente falhando em ter a maioria absoluta, formando mais um governo de minoria. O governo de Sturgeon posteriormente entrou em um acordo de compartilhamento de poder com o Partido Verde Escocês. Em 25 de maio de 2022, Sturgeon se tornou a primeira-ministra mais longeva no cargo na história da Escócia, superando o recorde anterior de seu antecessor.
Nicola Sturgeon afirmou em outubro de 2019 que quer um novo referendo sobre a independência em 2020 e abrir negociações com Londres até ao fim de 2019.
Em 15 de fevereiro de 2023, Sturgeon anunciou a sua renúncia do posto de primeira-ministra da Escócia. Sturgeon e o governo em Londres haviam discordado de políticas e controvérsias recentemente, incluindo direitos à pessoas trans, mas afirmou que o motivo da renúncia seria por ser "uma figura polarizadora" na política escocesa. Ela serviu como primeira-ministra até a eleição de seu sucessor em março daquele ano.
Em 11 de junho de 2023, foi detida para interrogatório na sequência de uma investigação às finanças do Partido Nacional Escocês, sendo libertada no mesmo dia sem qualquer acusação.

## Posições políticas

### Assuntos constitucionais

#### Independência da Escócia
Defensora da independência da Escócia, Sturgeon faz campanha pela independência escocesa do Reino Unido desde o final da adolescência. Ela foi categorizada em 2015 como parte da ala gradualista do SNP, que acreditava em alcançar a independência por meio da acumulação de poderes do Parlamento Escocês do Parlamento do Reino Unido ao longo do tempo. Nos últimos anos, após a derrota da campanha Yes Scotland no referendo sobre a independência da Escócia em 2014, Sturgeon se alinhou à nova ala gradualista, que acredita em realizar um segundo referendo apenas se houver apoio público claro, como uma votação acima de 60%, ou se houver uma mudança material nas circunstâncias.

#### Monarquia

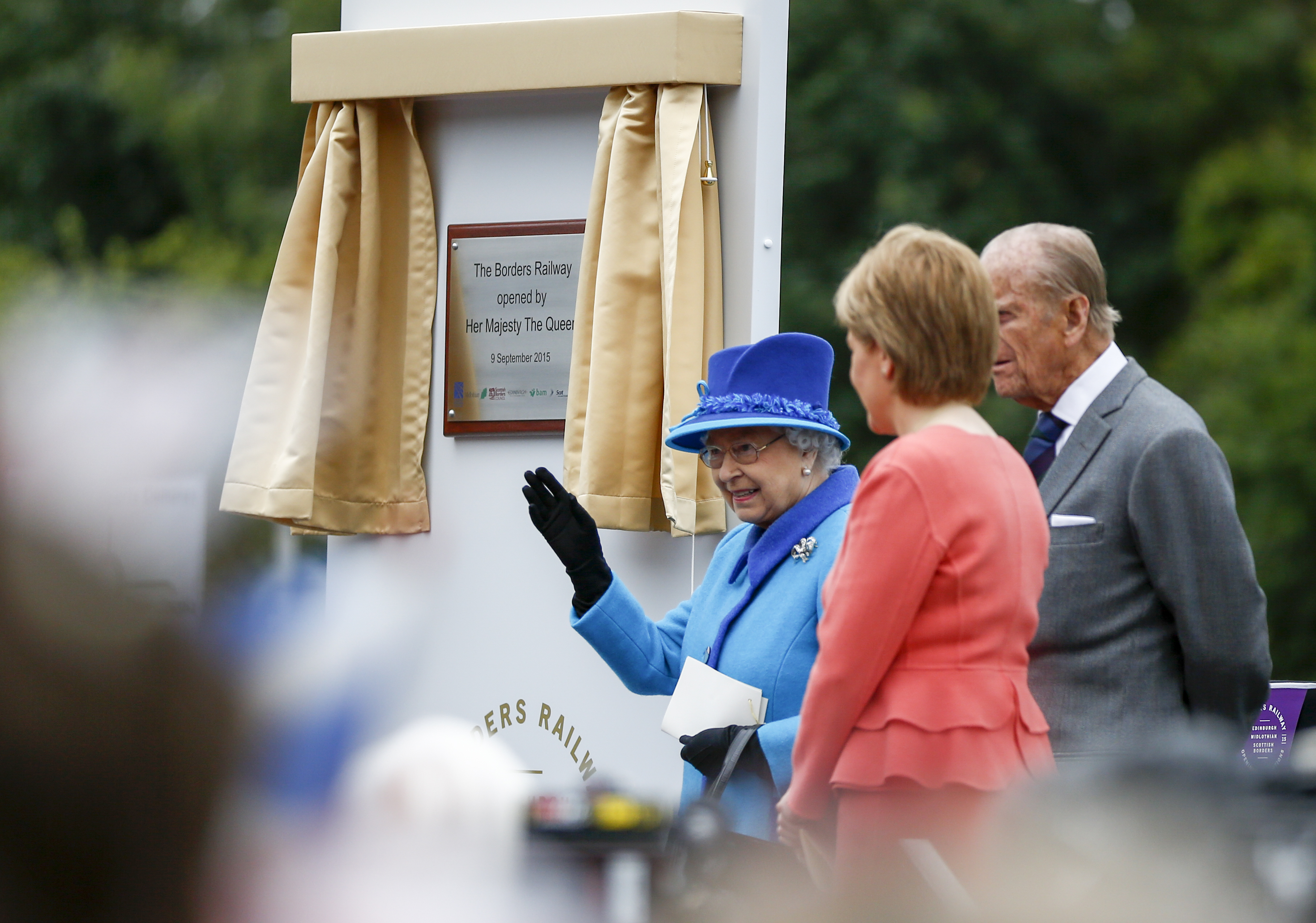
Sturgeon com a Rainha Elizabeth II na inauguração da Borders Railway, 2015

Sturgeon é uma monarquista constitucional, dizendo aos jornalistas que é "um modelo que tem muitos méritos". No dia em que a Rainha Elizabeth II se tornou a monarca com o reinado mais longo da Grã-Bretanha, Sturgeon viajou com ela para inaugurar a Borders Railway e disse a uma multidão de simpatizantes: "Ela [a Rainha] cumpriu seus deveres com dedicação, sabedoria e um senso exemplar de serviço público. A recepção que ela recebeu hoje demonstra que essa admiração e afeição são certamente sentidas aqui na Escócia."
Após a morte da Rainha Elizabeth II, Sturgeon liderou homenagens à Rainha. Ela descreveu a Rainha como a "maior constante em nossa vida nacional" e acrescentou que sua morte foi "um dia de reflexão e lembrança" e "um dia para agradecer à Rainha por sua devoção ao dever e às décadas de serviço público que ela prestou ao povo da Escócia."

### Política econômica
Ela às vezes foi uma crítica da austeridade, dizendo que a "economia de austeridade" do governo do Reino Unido é "moralmente injustificável e economicamente insustentável". No entanto, em 2018, ela endossou o relatório da Comissão de Crescimento de seu partido que prometia reduzir o déficit orçamentário de uma Escócia independente como uma porcentagem do PIB - algo que o Instituto de Estudos Fiscais concluiu que significava "austeridade contínua".

### Questões sociais

#### Direitos das mulheres
Sturgeon também fez campanha pelos direitos das mulheres e igualdade de gênero, e é uma feminista autodescrita; ela argumentou que o movimento feminista da Escócia não é simplesmente simbólico, mas "envia um sinal poderoso sobre igualdade". Ela saudou a economista feminista escocesa Ailsa McKay como uma de suas inspirações. Ela comentou em vários momentos sobre o comportamento ou atitudes dos homens em relação às mulheres; condenando publicamente Donald Trump, Tony Abbott e o ex-deputado trabalhista Neil Findlay. No entanto, ela defendeu o líder de seu partido, Alex Salmond, de acusações de sexismo. Depois que Salmond disse à deputada conservadora Anna Soubry, "comporte-se, mulher" em 2015, Sturgeon disse: "A questão fundamental, 'essa linguagem indica que Alex Salmond é sexista?' Absolutamente não, não há homem que eu conheça que seja menos sexista."
Comentando sobre a necessidade de os homens desafiarem o comportamento misógino de seus amigos, Sturgeon disse ao Parlamento Escocês em 2021: "Eu diria a todos os homens nesta câmara e a todos os homens em todo o país — desafiem [a misoginia] se for da parte de outros homens que vocês talvez conheçam, desafiem seu próprio comportamento e então vamos coletivamente, como sociedade, virar a página e virar a esquina para que as mulheres possam viver livres do medo de assédio, abuso, intimidação, violência e, nos piores casos, morte."

#### Direitos dos transgêneros

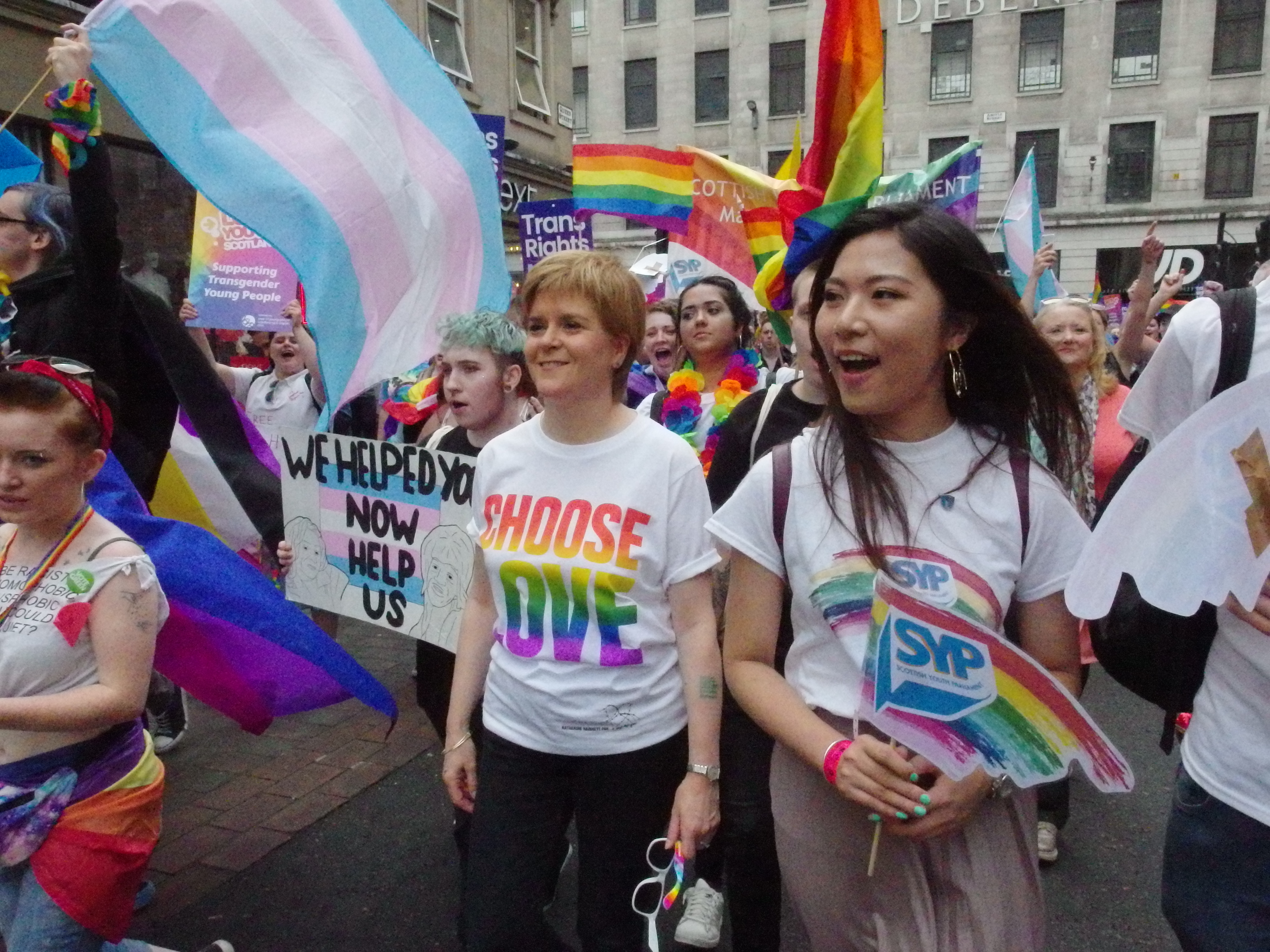
Sturgeon liderando parada LGBT na Glasgow Pride 2018

Antes da eleição do Parlamento Escocês de 2016, Sturgeon prometeu revisar e reformar a maneira como as pessoas trans mudam seu gênero legal. No entanto, as mudanças propostas para a Lei de Reconhecimento de Gênero da Escócia que permitiriam que as pessoas mudassem sua identidade por meio da autoidentificação, em vez de um processo médico, foram pausadas em junho de 2019. Críticos das mudanças dentro do SNP acusaram Sturgeon de estar "fora de sintonia" sobre a questão e expressaram preocupações de que as reformas estariam abertas a abusos e permitiriam que homens predadores entrassem nos espaços femininos. O governo escocês disse que havia pausado a legislação para encontrar "máximo consenso" sobre a questão e os comentaristas descreveram a questão como tendo dividido o SNP como nenhuma outra, com muitos apelidando o debate de "guerra civil".
Em abril de 2020, as reformas foram novamente adiadas por causa da pandemia da COVID-19.
Em janeiro de 2021, um ex-oficial trans da ala LGBT do SNP, Teddy Hope, saiu do partido, alegando que era um dos "centros centrais da transfobia na Escócia". Um grande número de ativistas LGBT seguiram o exemplo e Sturgeon divulgou uma mensagem de vídeo na qual ela disse que a transfobia "não é aceitável" e disse que esperava que eles voltassem a se juntar ao partido.
No manifesto do SNP de 2021, Sturgeon comprometeu o partido mais uma vez a reformar a Lei de Reconhecimento de Gênero e, em agosto daquele ano, incluiu o compromisso em seu acordo com o Partido Verde Escocês sobre compartilhamento de poder. Em setembro de 2021, Sturgeon foi acusada de encerrar o debate sobre reformas de gênero depois que ela descreveu as preocupações sobre a reforma do reconhecimento de gênero como "inválidas" e grupos de campanha e analistas reclamaram que suas preocupações estavam sendo ignoradas.
Em 22 de dezembro de 2022, o Parlamento escocês votou 86 a 39 para aprovar o Projeto de Lei de Reforma do Reconhecimento de Gênero, que foi apresentado pelo governo de Sturgeon, mas o projeto foi vetado pelo governo do Reino Unido.
Em 2023, Sturgeon foi criticada em conexão com o caso Isla Bryson, no qual uma mulher transgênero que havia estuprado duas mulheres quando chamada Adam Graham começou a se autoidentificar como mulher após ser acusada. Bryson foi enviada para uma prisão feminina antes de ser transferida para uma prisão masculina. Sturgeon se recusou a dizer se considera Bryson um homem ou uma mulher, embora tenha usado pronomes femininos ao falar sobre Bryson.